# Salome Alexandra

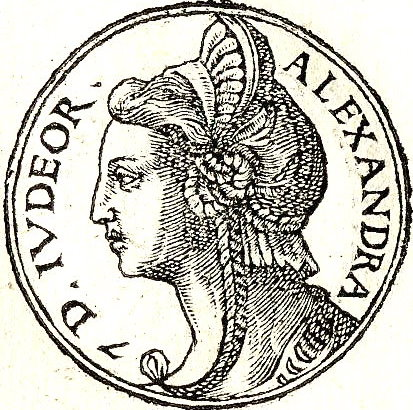
Das Porträt Salome Alexandra, aus Guillaume Rouillés Promptuarii Iconum Insigniorum veröffentlicht in 1553.

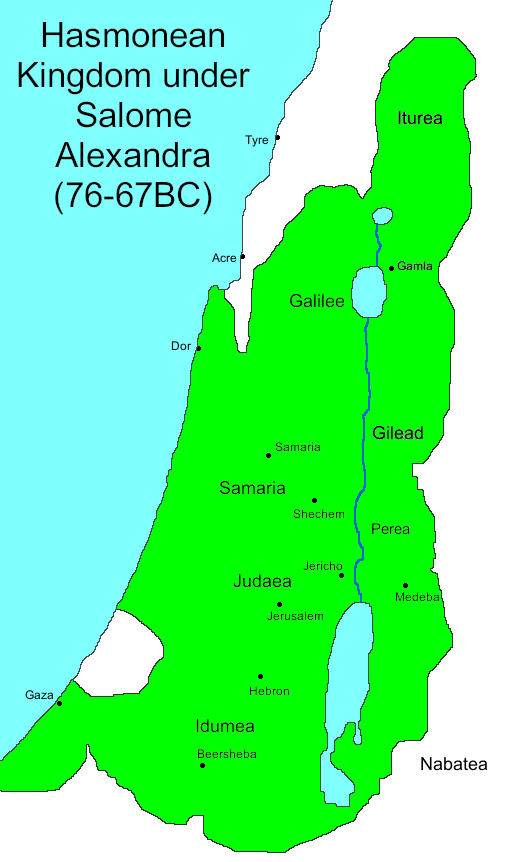
Das Hasmonäerreich unter Salome Alexandra

Salome Alexandra (geboren 140 v. Chr. (?); gestorben 67 v. Chr.) war Königin von Judäa von 76 v. Chr. bis 67 v. Chr. Sie war Ehefrau und Nachfolgerin des hasmonäischen Königs Alexander Jannäus.

## Alexandra als Frau des Jannaios
Über ihre Herkunft und Familie vor ihrer Heirat ist nichts bekannt. Laut Flavius Josephus starb sie mit 73 Jahren, wäre demnach 140 v. Chr. geboren. Sie scheint jedenfalls als relativ reife Frau den deutlich jüngeren Alexander Jannaios geheiratet zu haben. Aus einer Aussage bei Josephus kann man den Schluss ziehen, dass sie zu diesem Zeitpunkt bereits einen zehnjährigen Sohn (den späteren Hohepriester Johannes Hyrkanos II.) hatte, doch geht man hier üblicherweise davon aus, dass Josephus sich irrt.
Wie vermutlich alle Hasmonäer seit Johannes Hyrkanos I. trug Alexandra einen griechischen und einen hebräischen Namen. Die Form des hebräischen Namens ist noch immer umstritten. Die Auswertung von Talmud- und Qumranquellen lassen die Möglichkeit zu, dass ihr hebräischer Name Shelamzion lautete. Träfe dies zu, dann handelte es sich bei Shelamzion Alexandra, der Frau von Alexander Jannaios, wohl nicht um die Frau des Aristobulos I., deren hebräischer Name Salina (Josephus Antiquitates Iudaicae 13, 320) gewesen sein soll. Da Alexandra keine Münzen geprägt hat, ist nicht sicher, ob sie als Königin, wie ihr verstorbener Mann Alexander Jannaios, beide Namen als Herrschaftsnamen benutzte (Hyrkanos I. hatte nur den hebräischen Namen auf Münzen verwendet).
Nach dem Tod des Aristobulos I. im Jahr 103 v. Chr. (nach nur einjähriger Herrschaft) wurde eine Alexandra Königin an der Seite von Alexander Jannaios. Josephus geht davon aus, dass diese Alexandra zuvor die Frau des Aristobulos gewesen sei und nun in der Lage war, Jannaios als neuen König zu bestimmen („sie setzte Jannaios, auch Alexander genannt, als König ein“). Wenn das zuträfe, würde dies auf eine Leviratsehe hindeuten, die den neuen König Jannaios legitimiert hätte. Trotz der Aussage des Josephus sind einige Forscher aber der Ansicht, es habe sich hier nicht um dieselbe Alexandra gehandelt.

## Thronbesteigung
Nach 27-jähriger Herrschaft starb Alexander Jannaios. Er benannte nicht einen seiner Söhne, sondern seine Frau als Nachfolgerin; laut Josephus nahm er ihr das Versprechen ab, den seit längerem andauernden Konflikt mit den Pharisäern zu beenden. So wurde sie im Jahr 76 v. Chr. erste und einzige Königin von Judäa. Ihr Sohn Johannes Hyrkanos II. übernahm das Amt des Hohenpriesters, da Alexandra dies als Frau unmöglich war. Die seit Aristobulos I. bestehende Vereinigung von Hohepriestertum und Königtum in einer Person wurde also unter Alexandra aufgelöst.

## Außenpolitik
Josephus berichtet, Alexandra habe die Pharisäer in der Folgezeit gegenüber der bis dahin tonangebenden Partei der Sadduzäer bevorzugt. Sie hätten sogar die eigentliche Macht im Staat übernommen und „sich in nichts von Alleinherrschern unterschieden“. Die Darstellung ist allerdings nicht unparteiisch, denn Josephus bezeichnet sich selbst als Pharisäer und lässt zudem keinen Zweifel daran, dass eine Frau seiner Ansicht nach herrschaftsunfähig ist. Die Außenpolitik Alexandras wird nur episodenhaft geschildert. Sie setzte ihren jüngeren Sohn Aristobulos II. als Heerführer ein und beauftragte ihn mit der Bewachung zahlreicher Festungen. Sie schickte ihn sodann auf einen – laut Josephus erfolglosen – Zug gegen Damaskus, das von Ptolemaios, dem Sohn des Mennaios besetzt wurde.
Die größte Bedrohung für Judäa ging in dieser Zeit nicht mehr von den Seleukiden aus, sondern von Tigranes II., der bis zur römischen Intervention die Reste des Seleukidenreiches besetzte. Ihn soll Alexandra „durch Verträge und Geschenke“ davon abgehalten haben, auch Judäa zu erobern. Dies hat man oft so verstanden, dass Alexandra zur Vasallin des Tigranes geworden sei. Laut Josephus konnte Alexandra davon profitieren, dass Tigranes mit der Belagerung von Ptolemais beschäftigt war, die er dann aufgrund der Invasion des Lucullus in Armenien 69 v. Chr. abbrechen musste. Man kann davon ausgehen, dass Alexandras Position gegenüber Tigranes nicht so schwach gewesen ist, wie Josephus suggeriert.

## Tod und Nachfolgeregelung
Innenpolitische Entscheidungen Alexandras sind kaum bekannt. Am wichtigsten erscheint im Rückblick die Behandlung ihrer beiden Söhne. Während Hyrkanos II. Hohepriester und offenbar auch Nachfolger vorgesehen war, blieb für Aristobulos II. nur die Position als Militärführer. Diese Entscheidung sollte sich als fatal erweisen. Alexandra erkrankte und ihr jüngerer Sohn Aristobulos brachte zunächst die Festung Agaba und binnen kurzer Zeit 21 weitere Festungen in seine Hand. Mit dem Tod Alexandras begann ein Bürgerkrieg – der „Hasmonäische Bruderkrieg“ – zwischen den Brüdern Aristobulos und Hyrkanos, der im Jahr 63 v. Chr. dazu führte, dass Rom in den Konflikt eingriff, was letzten Endes das Ende der unabhängigen jüdischen Staatlichkeit mit sich brachte.

## Alexandra in der jüdischen Erinnerung
Neben Josephus, der die Königsherrschaft einer Frau in Judäa ablehnt und deshalb die Erinnerung an Salome beeinflusst hat, gibt es rabbinische Quellen, die – teilweise inspiriert von Josephus – vermeintliche Ereignisse aus der Zeit Alexandras berichten. Sie werden üblicherweise nicht zur Rekonstruktion der Ereignisgeschichte herangezogen, sind aber als rezeptionsgeschichtliche Dokumente interessant.
Unter ihrer Regierung ging demnach der Vorsitz des Hohen Gerichts an die Pharisäer unter Schimon ben Schetach, dessen (politische) Verbindung mit Alexandra so eng gewesen sein soll, dass man später annahm, er wäre Alexandras Bruder gewesen. Vorsitzender des Hohen Rates (Nasi) wurde der alexandrinische Gelehrte Juda ben Tabbai, obwohl bis dahin dieses Amt vom Hohenpriester ausgeübt wurde. Nachdem Juda ben Tabbai wegen eines von ihm verantworteten Justizmordes an einem falschen Zeugen von seinem Amt als Vorsitzender des Rats zurückgetreten war, ging der Vorsitz demnach an Simon ben Schetach über.
Einige auch heute noch relevante Gesetze werden in diesen Quellen auf die Zeit Alexandras zurückgeführt, insbesondere das Ehegesetz (Sicherstellung des Unterhalts einer geschiedenen Frau) und die Einführung von Religionsschulen. Im Hintergrund steht hier womöglich der Bericht des Josephus, wonach Alexandra „gottesfürchtig“ gewesen sei und in allem auf die Pharisäer gehört habe, die nach rabbinischer Selbstdarstellung die Vorläufer des rabbinischen Judentums gewesen sein sollen. Auch soll damals für männliche Erwachsene ab 20 Jahren die im 2. Buch Mose erwähnte jährliche Tempelspende von einem halben Schekel neu eingeführt worden sein, die im Neuen Testament als Tempelsteuer erscheint. Diese Tempelspende bzw. -steuer wurde nicht nur von den Juden Judäas, sondern auch von den Juden der Diaspora erhoben und bildete die Basis für die sehr erheblichen jährlichen Einnahmen des Jerusalemer Tempels bis zu dessen Zerstörung.
Es hat in der Forschung verschiedene Versuche gegeben, Alexandra als das historische Vorbild für die Protagonistin des Buches Judit zu erweisen, doch diese Hypothese hat sich nicht durchsetzen können.
In der jüdischen Erinnerung gilt die neunjährige Herrschaft Alexandras als eine der friedlichsten und glücklichsten Perioden in der Geschichte Israels. Jahrhunderte später schrieben die Autoren des Babylonischen Talmud:
Die Weizenkörner waren bohnengroß, die Gerstenkörner olivengroß und die Linsen glichen Golddenaren; die Schriftgelehrten sammelten dieses Getreide und bewahrten Proben davon auf, um späteren Generationen die Folgen der Sündhaftigkeit vor Augen zu führen. (Ta’anit 23a)